# Mns Blang Krueng
Mns Blang Krueng is een bestuurslaag in het regentschap Pidie Jaya van de provincie Atjeh, Indonesië. Mns Blang Krueng telt 341 inwoners (volkstelling 2010).